# Andreas Stenschke
 (mai 2023).
La mise en forme du texte ne suit pas les recommandations de Wikipédia : il faut le « wikifier ».
Les points d'amélioration suivants sont les cas les plus fréquents. Le détail des points à revoir est peut-être précisé sur la page de discussion.
- Les titres sont pré-formatés par le logiciel. Ils ne sont ni en capitales, ni en gras.
- Le texte ne doit pas être écrit en capitales (les noms de famille non plus), ni en gras, ni en italique, ni en « petit »…
- Le gras n'est utilisé que pour surligner le titre de l'article dans l'introduction, une seule fois.
- L'italique est rarement utilisé : mots en langue étrangère, titres d'œuvres, noms de bateaux, etc.
- Les citations ne sont pas en italique mais en corps de texte normal. Elles sont entourées par des guillemets français : « et ».
- Les listes à puces sont à éviter, des paragraphes rédigés étant largement préférés. Les tableaux sont à réserver à la présentation de données structurées (résultats, etc.).
- Les appels de note de bas de page (petits chiffres en exposant, introduits par l'outil «  Source ») sont à placer entre la fin de phrase et le point final[comme ça].
- Les liens internes (vers d'autres articles de Wikipédia) sont à choisir avec parcimonie. Créez des liens vers des articles approfondissant le sujet. Les termes génériques sans rapport avec le sujet sont à éviter, ainsi que les répétitions de liens vers un même terme.
- Les liens externes sont à placer uniquement dans une section « Liens externes », à la fin de l'article. Ces liens sont à choisir avec parcimonie suivant les règles définies. Si un lien sert de source à l'article, son insertion dans le texte est à faire par les notes de bas de page.
- La présentation des références doit suivre les conventions bibliographiques. Il est recommandé d'utiliser les modèles {{Ouvrage}}, {{Chapitre}}, {{Article}}, {{Lien web}} et/ou {{Bibliographie}}. Le mode d'édition visuel peut mettre en forme automatiquement les références.
- Insérer une infobox (cadre d'informations à droite) n'est pas obligatoire pour parachever la mise en page.

Pour une aide détaillée, merci de consulter Aide:Wikification.
Si vous pensez que ces points ont été résolus, vous pouvez retirer ce bandeau et améliorer la mise en forme d'un autre article.
Andreas Stenschke, né le 26 juillet 1975 à Cologne, est un producteur allemand, réalisateur, directeur du marketing en ligne et ancien acteur.

## Biographie
Il est connu pour le rôle d'Ulrich « Ulli » Prozeski dans le feuilleton Verbotene Liebe qu’il joue dans 330 épisodes du 21 mai 1997 au 11 septembre 2000,,,. Du 4 mars 2001 au 24 février 2008, il joue le rôle de Ben Merker dans le WDR-Weekly Die Anrheiner pendant 133 épisodes. Du 27 mars au 17 avril 2001, il prend le rôle de « Ulli Prozeski » pour onze autres épisodes de Verbotene Liebe ainsi que pour la spéciale du 10e anniversaire du 17 janvier 2005.
Parallèlement à son travail de tournage à Cologne, il étudie de 2001 à 2006 la réalisation à l'Académie du film du Bade-Wurtemberg à Ludwigsburg où il obtient son diplôme en réalisation/production de séries en mars 2006. Depuis, il travaille comme réalisateur pour différentes productions. Il est le producteur de la série quotidienne RTL Le Rêve de Diana.
De 2009 à 2022, il travaille comme réalisateur pour de nombreux épisodes de la série de RTL Le Rêve de Diana. Depuis 2011, il met également en séquences du format WDR « Un cas pour les Anrheiner ». Il a également travaillé comme réalisateur pour divers autres formats du domaine du documentaire.